# Morinda odontocalyx
Morinda odontocalyx là một loài thực vật có hoa trong họ Thiến thảo. Loài này được (Sandwith) Steyerm. mô tả khoa học đầu tiên năm 1972.